# Euploea childreni
Euploea childreni är en fjärilsart som beskrevs av Moore 1883. Euploea childreni ingår i släktet Euploea och familjen praktfjärilar. Inga underarter finns listade i Catalogue of Life.